# مقاطعة فاروج
مقاطعة فاروج (بالفارسية: شهرستان فاروج) هي مقاطعة تقع في خراسان شمالي في إيران. يقدر عدد سكانها بـ 48,743 نسمة .